# Monasterio de San Pedro (Jaca)
El monasterio de San Pedro, en la localidad española de Jaca, fue un monasterio, actualmente desaparecido, del que se tiene constancia por la intervención arqueológica que se realizó en los primeros años del siglo XXI en el subsuelo de la plaza de San Pedro del municipio de Jaca, así como por documentos antiguos en los que se habla de su existencia, como por ejemplo la Crónica de San Juan de la Peña.
Las excavaciones, dirigidas por Julia Justes Floría, permitieron descubrir los restos de lo que debió ser la antigua iglesia de San Pedro el Viejo, un templo que presentaba planta rectangular pequeña con una cabecera y un altar perfectamente definidos. Tras el descubrimiento, los arqueólogos consideraron que los restos podían datarse en la primera mitad del siglo X, alrededor del año 922 o 930.
Junto con las ruinas de la iglesia también se encontraron dos zonas de necrópolis situadas respectivamente al sur y al norte de la iglesia, que debieron estar en uso desde mediados del siglo X al siglo XIX, por la variedad de tipología de los enterramientos. Los expertos consideran que los enterramientos más antiguos podrían datarse entre los siglos XI y el XIV.
Tras meses de debates se decidió que los restos se volvieran a cubrir, tapándose con una malla y posteriormente con arena que terminaba con una capa de grava. Para dejar constancia de los restos del subsuelo se consideró adecuado la colocación de una maqueta explicativa de los mismos.

## Descripción histórico-artística
El monasterio de San Pedro fue fundado, en opinión de Domingo J. Buesa, a principios del siglo X por el conde Galindo Aznar II, con monjes traídos de San Pedro de Siresa. Alrededor de 920 se edifica la iglesia de San Pedro el Viejo, ahora una simple ruina excavada al ser demolida en 1841 debido a su estado ruinoso.
Se considera evidente la relación entre este antiguo monasterio y el Camino de Santiago, por haberse encontrado en varias conchas de peregrino.
El edificio de la iglesia de San Pedro el Viejo, formaba parte de un conjunto monástico, uno de los tres núcleos de la ciudad medieval de Jaca. Los restos podrían asociarse a una hospedería, con cementerio anexo, puesto que existe documentación que tal edificio existía en 1215 y los restos coinciden cronológicamente.
Según la documentación de que se dispone la iglesia de San Pedro el Viejo tenía unas dimensiones de 22 metros de longitud por 7 metros de ancho. Y disponía de una cámara subterránea para el enterramiento de los monjes que formaban parte de la comunidad del complejo monástico a la que la iglesia pertenecía.
La mayoría de estos monasterios se levantaban en zonas no pobladas, por ello son muy pocos los que se ubicaron en ciudades. Se puede afirmar que sólo hay dos casos en la provincia de Huesca, San Pedro de Jaca y San Pedro el Viejo, de Huesca.
Jaca fue uno de los núcleos repoblados por el conde Galindo Aznárez II, por lo que se expandió el núcleo existente y se convirtió en una aldea fortificada. La ordenación de esta zona del territorio aragonés se encargó a una fundación monástica, normalmente de la orden de San Benito, bajo la dependencia del monasterio de Siresa, por lo que vieron normal poner como advocación de la iglesia a San Pedro. Más tarde, al construirse en Jaca una catedral con la misma advocación, la iglesia monástica pasó a llamarse San Pedro “El Viejo”.
El devenir del tiempo hizo necesario que se realizaran en el edificio diferentes intervenciones, así en 1631 se realizó una, mientras que en 1732 el edificio estaba en parte derruido, para ser finalmente demolido, en 1841, como forma de ensanchar la calle en la que se ubicaba.
La planta de la iglesia es prerrománica, de una sola nave rectangular, y fábrica de sillar, datable en el siglo XI.